# Sunset Boulevard
 For alternative betydninger, se Sunset Boulevard (flertydig). (Se også artikler, som begynder med Sunset Boulevard)
Sunset Boulevard (som det meste af vejen egentlig hedder West Sunset Boulevard) er en berømt boulevard i Los Angeles, Californien, der bl.a. har givet navn til en film af Billy Wilder.
Vejen går fra Figueroa Street i downtown Los Angeles til Pacific Coast Highway ved Stillehavskysten
På sine godt 35 km går vejen gennem eller forbi Echo Park, Silver Lake, Los Feliz, Hollywood, West Hollywood, Beverly Hills, Bel-Air, Brentwood og Pacific Palisades. Bortset fra West Hollywood og Beverly Hills, der er uafhængige byer, så er alle ovennævnte steder distrikter i Los Angeles. I Bel-Air / Brentwoodområdet løber Sunset Boulevard langs nordkanten af UCLA's Westwood område.
- Wikimedia Commons har flere filer relateret til Sunset Boulevard

34°04′51″N 118°25′52″V / 34.0807°N 118.431°V